# Si bemol maior
Si bemol maior (abreviatura no sistema europeu Si♭ M e no sistema americano B♭ é a tonalidade que consiste na escala maior de si bemol, e contém as notas si bemol, dó, ré, mi bemol, fá, sol, lá e si bemol. Sua armadura contém dois bemóis.Sua tonalidade relativa é sol menor e sua tonalidade homônima é si bemol menor.

## Uso
Si bemol maior é uma tonalidade cómoda para a maioria dos instrumentos de sopro, em especial para aqueles que estão em sua tonalidade própria, como o clarinete em si bemol e o trompete em si bemol. É denominada por vezes a nota do progresso e do renascimento, já que está quase sempre sobreposta com sol menor.
Resulta uma tonalidade fácil para instrumentos de sopro porque a maioria transporta para os bemóis, por exemplo, a família actual dos saxofones, clarinetes (excluindo o de lá), a trompa em si bemol agudo, etc., transportam para si bemol ou mi bemol. Em certos casos, como o do corne inglês ou a trompa em fá, transportariam para sol maior. É ainda uma tonalidade muito usada na salsa e no merengue, ritmos dançáveis.
A sinfonia n.º 98 de Joseph Haydn foi a primeira sinfonia que se escreveu nesta tonalidade em que se incluíram partes de trompete e timbales. Cinco dos concertos para piano de Mozart estão em si bemol maior.
Note-se que em alemão, a nota «si bemol» denomina-se "B", e o si natural (B americano), é "H".

## Composições clássicas em si bemol maior
- "Capriccio auf die Abreise des geliebten Bruders", Concerto de Brandemburgo n.º 6, Johann Sebastian Bach
- "Concerto para piano n.º 27", Wolfgang Amadeus Mozart
- Sinfonia n.º 4, Sonata para piano n.º 29 - Beethoven
- Concerto para piano n.º 2 - Johannes Brahms
- Sinfonia n.º 5 - Anton Bruckner